# Novomariivka, Bratske
Novomariivka (în ucraineană Новомар'ївка) este localitatea de reședință a comunei Novomariivka din raionul Bratske, regiunea Mîkolaiiv, Ucraina.

## Demografie
Componența lingvistică a localității Novomariivka
     Ucraineană (89,02%)
     Rusă (8,13%)
     Română (2,03%)
     Alte limbi (0,27%)
Conform recensământului din 2001, majoritatea populației localității Novomariivka era vorbitoare de ucraineană (89,02%), existând în minoritate și vorbitori de rusă (8,13%) și română (2,03%).